# Marlo Thomas
Margaret Julia „Marlo” Thomas (ur. 21 listopada 1937 w Detroit) – amerykańska producentka filmowa i aktorka.

## Filmografia

### Producentka
- 1974: Free to Be... You & Me
- 1984: Utracona część Kathryn Beck
- 2004: Kłamstwa

### Aktorka
Seriale
- 1958: The Donna Reed Show jako chrześniaczka Davida, Louise Bissell
- 1962: McHale's Navy jako Cynthia Prentice
- 1994: Przyjaciele jako Sandra Green
- 2012: Rodzinka jak inne jako Nancy Niles

Filmy fabularne
- 1970: Jenny jako Jenny
- 1990: Babskie sprawy jako Reva Prosky
- 1999: Boski żigolo jako Margaret
- 2013: In the Woods

## Nagrody i nominacje
Została uhonorowana nagrodą Złotego Globu i dwukrotnie nagrodą Emmy, a także otrzymała trzykrotnie nominację do nagrody Złotego Globu i pięciokrotnie do nagrody Emmy. Ma swoją gwiazdę na Hollywoodzkiej Alei Gwiazd.